# S/2007 S 3
S/2007 S 3 è il 60º satellite naturale di Saturno. È stato scoperto da Scott Sheppard, David Jewitt, Jan Kleyna e Brian Marsden nel 2007.

## Dati orbitali
S/2007 S 3 orbita intorno a Saturno con un semiasse maggiore di circa 20.518.500  km in circa 1100 giorni, con un'eccentricità di 0,130. L'orbita è retrograda e con una inclinazione di circa 177,22°.